# Mathias Jørgensen (fodboldspiller, født 2000)
 Ikke at forveksle med Mathias "Zanka" Jørgensen (fodboldspiller, født 1990).
Mathias Jørgensen (født 20. september 2000) er en dansk fodboldspiller, der spiller i FK Bodø/Glimt.

## Klubkarriere
Jørgensen begyndte sin karriere i den lokale klub Hundested IK, inden han som 10-årig skiftede til ungdomsafdelingen i FC Nordsjælland. I efteråret 2016 scorede han fire mål for FC Nordsjælland i U/17 Ligaen 2016-17.

### Odense Boldklub
Den 8. januar 2017 skrev han under på en kontrakt med Odense Boldklub. Han scorede fire mål for U/19-holdet i en 4-1-sejr over Lyngby Boldklub. Han blev nummer to på topscorerlisten i U/19 Ligaen 2017-18 med 21 mål, kun overgået af Kasper Waarst Høgh fra Randers Freja FC med 23 mål.
Jørgensen fik sin professionelle debut for Odense Boldklub den 18. april 2018 i en 1-1-kamp mod Randers FC. Op til 2018-19-sæsonen blev han forfremmet til permanent at være en del af klubbens førsteholdstrup, og han skrev samtidig under på sin første seniorkontrakt, der havde en varighed af tre år. Han scorede sit første mål som professionel den 15. juli 2018 i et 3-2-nederlag til Vendsyssel FF. Den efterfølgende kampddag scorede han atter i en 2-2-kamp mod SønderjyskE. Præstationerne blev bemærket af flere europæiske klubber, og i januar 2019 var han på træningslejr med den tyske klub Borussia Mönchengladbach i Spanien.

### New York Red Bulls
Den 12. januar 2019 blev det offentliggjort, at Jørgensen skiftede til New York Red Bulls. Prisen blev rapporteret til at være $2,5 millioner. Den 16. marts 2019 fik han sin debut, da han kom ind sidst i kampen i en 4-1-sejr over San Jose Earthquakes.

#### AGF
I december 2020 indgik AGF en lejeaftale med Jørgensen gældende for foråret 2021. Opholdet blev ikke nogen succes, idet Mathias Jørgensen var skadet en del af tiden, og han fik kun én kamp som indskiftningsspiller, inden lejeopholdet sluttede.